# Округ Алжира
Дайра, или округ (араб. دائرة‎, фр. daïra) — административная единица второго порядка, входит в состав вилайета (провинции) и состоит из одной или нескольких коммун (баладий). В Алжире насчитывается 548 округов.

## Структура
Административный центр. Каждая дайра объединяет одну или несколько баладий (коммун), которые являются её подчинёнными единицами. У каждой дайры есть административный центр — обычно это самый крупный или важный населённый пункт в округе. Этот центр играет ключевую роль в управлении.
Функции: 1. Координация работы баладий. Дайра управляет общими вопросами нескольких баладий (коммун), помогая решать задачи, которые требуют объединения усилий (например, строительство дорог, водоснабжение). 2. Предоставление государственных услуг. Эта функция включает управление школами, медицинскими учреждениями, строительством и эксплуатацией дорог и другими важными объектами. 3. Контроль за исполнением решений вилайетов. Глава дайры следит за выполнением указаний, поступающих от губернатора вилайета.
Управление. Руководит округом глава дайры (фр. chef de daïra), который назначается правительством. Глава администрации является представителем центральных властей и контролирует деятельность баладий.
Численность населения и территория. Размеры и численность населения дайр сильно варьируются. Например, в густонаселённых северных районах дайры меньше по территории, но плотнее по населению, а на юге, в пустынных регионах, дайры могут быть огромными, но с низкой плотностью населения.
История появления. Дайры были созданы для: 1. Эффективного управления. Было упрощено взаимодействие между вилайетом и баладией, дайра выступила в роли промежуточного звена; 2. Учёта местных особенностей. В Алжире территории разнообразны: от густонаселённых равнин до пустынь. Дайры обеспечивали учёт этих различий; 3. Организации услуг. Управлять напрямую всеми баладиями из центра вилайета сложно, поэтому дайры участвовали в локальном перераспределении услуг.

## Количество округов по вилайетам
| Номер вилайета | Название вилайета | Количество округов |
| -------------- | ----------------- | ------------------ |
| 01             | Адрар             | 11                 |
| 02             | Эш-Шелифф         | 13                 |
| 03             | Лагуат            | 10                 |
| 04             | Умм-эль-Буаги     | 12                 |
| 05             | Батна             | 22                 |
| 06             | Беджая            | 19                 |
| 07             | Бискра            | 12                 |
| 08             | Бешар             | 12                 |
| 09             | Блида             | 10                 |
| 10             | Буира             | 12                 |
| 11             | Таманрассет       | 7                  |
| 12             | Тебесса           | 12                 |
| 13             | Тлемсен           | 20                 |
| 14             | Тиарет            | 14                 |
| 15             | Тизи-Узу          | 21                 |
| 16             | Алжир             | 13                 |
| 17             | Джельфа           | 12                 |
| 18             | Джиджель          | 11                 |
| 19             | Сетиф             | 20                 |
| 20             | Саида             | 6                  |
| 21             | Скикда            | 13                 |
| 22             | Сиди-Бель-Аббес   | 15                 |
| 23             | Аннаба            | 6                  |
| 24             | Гельма            | 10                 |
| 25             | Константина       | 6                  |
| 26             | Медеа             | 19                 |
| 27             | Мостаганем        | 10                 |
| 28             | Мсила             | 15                 |
| 29             | Маскара           | 16                 |
| 30             | Уаргла            | 10                 |
| 31             | Оран              | 9                  |
| 32             | Эль-Баяд          | 8                  |
| 33             | Иллизи            | 3                  |
| 34             | Бордж-Бу-Арреридж | 10                 |
| 35             | Бумердес          | 9                  |
| 36             | Эль-Тарф          | 7                  |
| 37             | Тиндуф            | 1                  |
| 38             | Тисемсильт        | 8                  |
| 39             | Эль-Уэд           | 12                 |
| 40             | Хеншела           | 8                  |
| 41             | Сук-Ахрас         | 10                 |
| 42             | Типаза            | 10                 |
| 43             | Мила              | 13                 |
| 44             | Айн-Дефла         | 14                 |
| 45             | Наама             | 7                  |
| 46             | Айн-Темушент      | 8                  |
| 47             | Гардая            | 9                  |
| 48             | Гализан           | 13                 |

Источник